# Aşağıihsangazili, Delice
Aşağıihsangazili là một xã thuộc huyện Delice, tỉnh Kırıkkale, Thổ Nhĩ Kỳ. Dân số thời điểm năm 2010 là 66 người.